# Louis Cottrell senior
Louis Cottrell Senior (* 25. Dezember 1878 in New Orleans; † 17. Oktober 1927 ebenda) war ein US-amerikanischer Schlagzeuger des New-Orleans-Jazz. Er führte das Wirbel-Spiel in den Jazz ein und hatte einen bedeutenden Einfluss auf andere New Orleans Schlagzeuger und den Beinamen Old Man Cottrell. Zu seinen Schülern zählten Baby Dodds, Cie Frazier, Freddie Kohlman, Alfred Williams, Louis Barbarin und Paul Barbarin.
Cottrell lernte 1891 Notenlesen vom gleichaltrigen John Cornfelt. Er spielte 1900 bis 1915 im Olympia Orchestra in New Orleans und bis 1909 in der Band von John Robichaux. 1916 bis 1918 spielte er in Chicago in der Band von Manuel Perez und danach bis zu seinem Tod in der Band von Armand Piron in New Orleans, mit der er zwischen 1923 und 1925 auch Schallplatten aufnahm.
Er war der Vater des Klarinettisten Louis Cottrell junior und Urgroßvater des Jazzschlagzeugers Louis Cottrell aus New Orleans.

## Lexikalische Einträge
- Leonard Feather, Ira Gitler: The Biographical Encyclopedia of Jazz. Oxford University Press, New York 1999, ISBN 0-19-532000-X.